# Scleroderma citrinum
Scleroderma citrinum Pers., Synopsis Methodica Fungorum (Gottinga): 153 (1801).

## Descrizione della specie

### Corpo fruttifero
Inizialmente è di forma globosa, ellissoidale, più o meno irregolare con piccole pieghe; alla base è più stretto e forma una specie di gambo. Il corpo fruttifero con l'età si rompe sulla parte superiore fino ad aprirsi completamente, per poi diffondere le spore. Di colore bianco-sporco, giallo paglierino oppure giallo sporco, spesso si presenta con evidenti segni di screpolatura.

### Carne
La gleba è coriacea, gommosa, alla fine pulverulenta.
Di color grigio da giovane, poi oliva, successivamente verde scuro, infine nera.
- Odore: fenolico leggero, sgradevole. Più intenso nella gleba.

### Spore
Le spore sono scure in massa.

## Habitat
Gregario, spesso cresce in colonie di numerosi individui, nei boschi di latifoglia oppure nei parchi cittadini ed a volte anche in piccole aiuole; su ceppaie marcescenti, fogliame in decomposizione o su terreno arato; dall'estate fino all'autunno inoltrato. Molto comune nei castagneti, dove talvolta diventa addirittura infestante.
Tale invasione viene a volte contrastata da una specie parassita che cresce sul suo corpo fruttifero rendendola sterile, lo Xerocomus parasiticus, edule (vedi figura).

## Commestibilità
Velenoso, può causare avvelenamenti seri se ingerito in quantità.
Causa sindrome gastrointestinale, una sindrome a breve latenza (massimo 3 ore dall'ingestione) che comporta nausea, vomito, diarrea e forti dolori allo stomaco.

## Specie simili
- Altre specie del genere Scleroderma.
- A volte viene confuso con alcune specie del genere Lycoperdon (es. L. piriforme, L. perlatum, eduli) oppure con alcune specie del genere Bovista.

## Etimologia
Generedal greco skleròs = duro e derma =pelle.
Speciedal latino citrum = limone, per via del colore giallo.

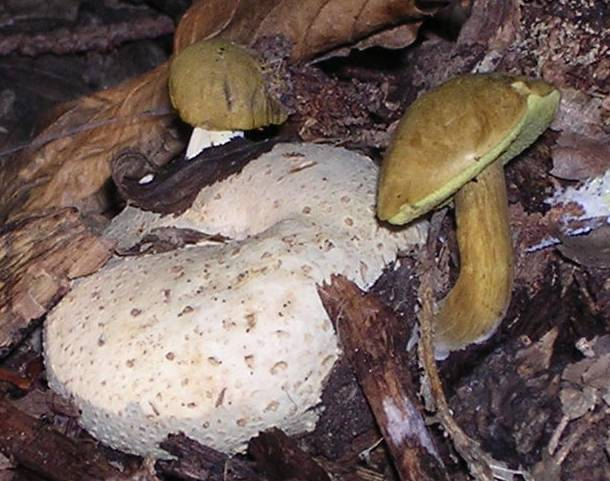
S. citrinum infestato da Xerocomus parasiticus

## Sinonimi e binomi obsoleti
- Lycoperdon aurantium sensu auct.; fide Checklist of Basidiomycota of Great Britain and Ireland (2005)
- Scleroderma aurantiacum sensu Carleton Rea (1922), Ramsbottom (1953), non Linnaeus (Sp. Pl., 1753); fide Checklist of Basidiomycota of Great Britain and Ireland (2005)
- Scleroderma aurantium sensu auct.; fide Checklist of Basidiomycota of Great Britain and Ireland (2005)
- Scleroderma vulgare Hornem., Fl. Danic.: tab. 1969, fig. 2 (1829)

## Galleria d'immagini

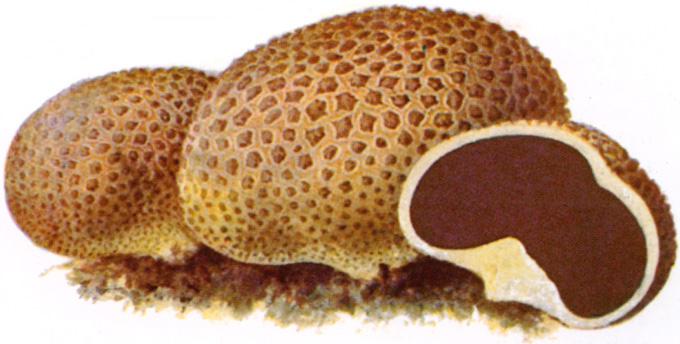
Illustrazione di S. citrinum
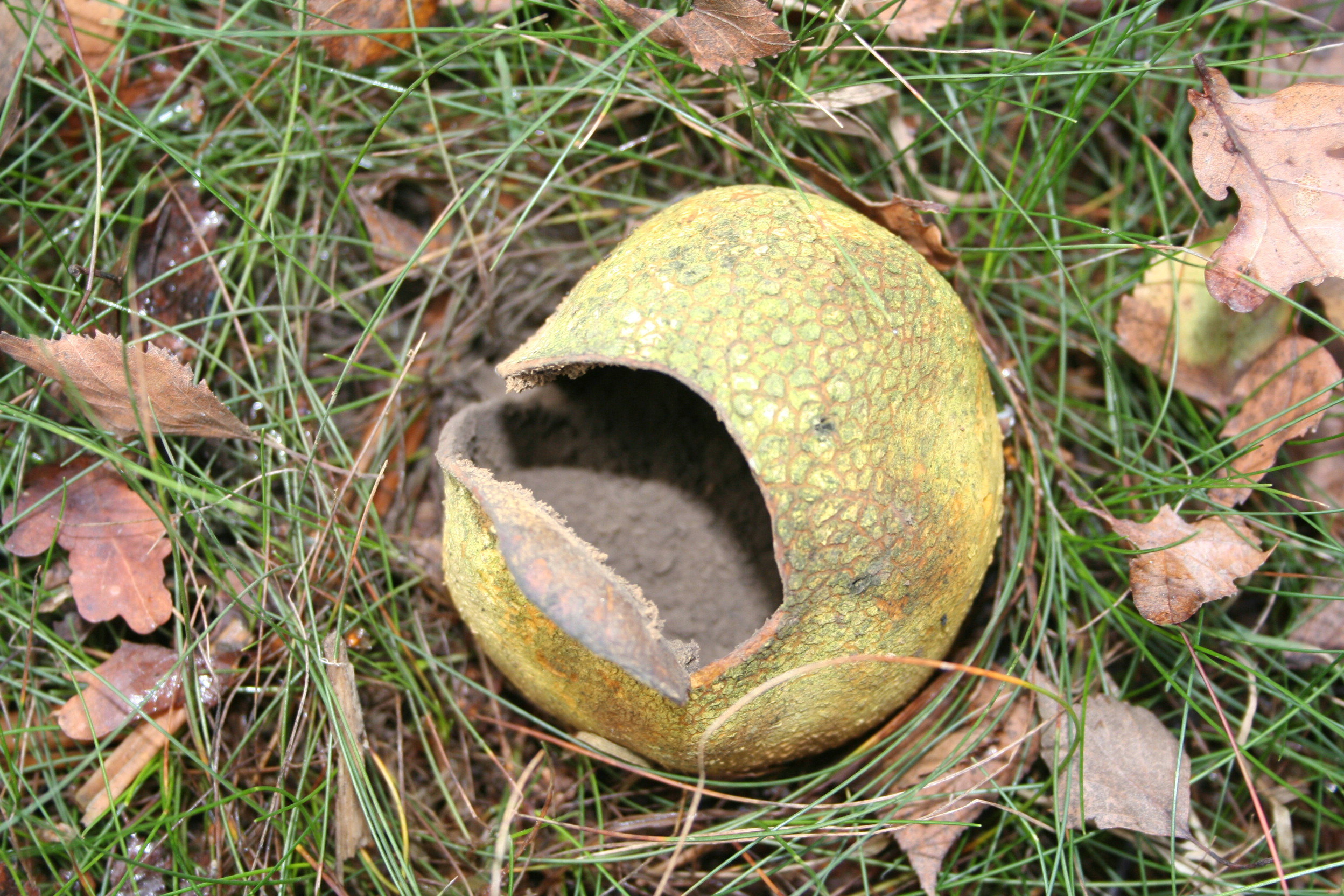
Esemplare in età avanzata; in evidenza la gleba pulverulenta